# Eurovision Song Contest 1965
Eurovision Song Contest 1965 blev holdt i Napoli, Italien. Man havde tidligere ikke haft regler, der bestemte hvilket sprog artisterne måtte synge på, så Sverige havde valgt at synge deres på engelsk. Dette gjorde, at der året efter blev indført den nye sprogregel, der indebar, at alle nationer skulle stille med bidrag på nationalsprog. Denne regel var gældende fra 1966 til 1972 og igen fra 1977 til 1998.

## Deltagere og resultater
| Land (Sprog)   | Solist             | Sang (Uofficiel oversættelse)       | Plads. | Point |
| -------------- | ------------------ | ----------------------------------- | ------ | ----- |
| Holland        | Connie van Den Bos | Het is genoeg                       | 11     | 5     |
| Storbritannien | Kathy Kirby        | I belong                            | 2      | 26    |
| Spanien        | Conchita Bautista  | Qué bueno, qué bueno                | 15     | 0     |
| Irland         | Butch Moore        | I'm walking the streets in the rain | 6      | 11    |
| Vesttyskland   | Ulla Wiesner       | Paradies, wo bist du?               | 15     | 0     |
| Østrig         | Udo Jürgens        | Sag ihr, ich laß sie grüßen         | 4      | 16    |
| Norge          | Kirsti Sparboe     | Karusell                            | 13     | 1     |
| Belgien        | Lize Marke         | Als het weer lente is               | 15     | 0     |
| Monaco         | Marjorie Noël      | Va dire à l'amour                   | 9      | 7     |
| Sverige        | Ingvar Wixell      | Absent friend                       | 10     | 6     |
| Frankrig       | Guy Mardel         | N'avoue jamais                      | 3      | 22    |
| Portugal       | Simone de Oliviera | Sol de inverno                      | 13     | 1     |
| Italien        | Bobbie Solo        | Se piangi, se ridi                  | 5      | 15    |
| Danmark        | Birgit Brüel       | For din skyld                       | 7      | 10    |
| Luxembourg     | France Gall        | Poupée de cire, poupée de son       | 1      | 32    |
| Finland        | Viktor Klimenko    | Aurinko laskee länteen              | 15     | 0     |
| Jugoslavien    | Vice Vukov         | Ceznja                              | 12     | 2     |
| Schweiz        | Yovanna            | Non à jamais sans toi               | 8      | 8     |

40°49′35″N 14°11′24″Ø / 40.826367°N 14.190008°Ø